# Matca
Matca – wieś w Rumunii, w okręgu Gałacz, w gminie Matca. W 2011 roku liczyła 12 793 mieszkańców.